# Zhashtyk Ak Altyn Kara-Suu
Maillots
Le Futbal Klubu Zhashtyk Ak Altyn Kara-Suu (en kirghize : футбол клубу Жаштык-Ак-Алтын Кара-Суу), plus couramment abrégé en Zhashtyk Ak Altyn Kara-Suu, est un club kirghiz de football fondé en 1993 et basé dans la ville de Kara-Suu.

## Historique
La date de fondation du club n'est pas connue. 
Le Zhashtyk Ak Altyn Kara-Suu atteint le second tour de qualification de la Ligue des champions de l'AFC 2003.

## Palmarès
| Compétitions nationales |
| --- |
| - Championnat du Kirghizistan (1) : - Champion : 2003. - Vice-champion : 2001 et 2002. - Coupe du Kirghizistan : - Finaliste : 2001, 2002, 2003, 2004, 2005, 2006 et 2008. |